# Inga praegnans
Inga praegnans là một loài rau đậu thuộc họ Fabaceae.
Loài này chỉ có ở Brasil.